# Placiphorella borealis
Placiphorella borealis is een keverslakkensoort uit de familie van de Mopaliidae. De wetenschappelijke naam van de soort is voor het eerst geldig gepubliceerd in 1893 door Pilsbry.